# Don (reka)
Don (rusko: Дон, IPA: [don]) je reka v Rusiji, ki izvira na jugu Vzhodnoevropskega nižavja in teče v dolžini 1970 km do izliva v Azovsko morje. Je tipična nižinska reka, plitva in široka, ki vzdolž večine toka tvori meandre, obdajajo pa jo široke poplavne ravnice. Od izvira do izliva ima padec zgolj 179 m oz. 10 cm na kilometer.
Prvih 1000 km toka so meandri manj izraziti, rečno korito pa je prodnato, s številnimi nasipi in otoki. Pod sotočjem z reko Voronež začne očitneje meandrirati in se razširi na 160 m. Pred sotočjem z reko Koper se struga uravna, po sotočju z Medvedico pa se znova začnejo meandri. Do tu se razširi že na 300–350 m, s 6–7 km poplavne ravnice, ki je spomladi poplavljena do 40 dni na leto in se v spodnjem toku še razširi na 5 do 25 km, sama reka pa na 400–600 m. Na ravnici so številne rečne mrtvice in druga znamenja dinamike struge.
Nad mestom Volgodonsk se razprostira umetno Cimljansko jezero v dolžini 300 km, ki je nastalo z zajezitvijo Dona hkrati z izgradnjo prekopa Volga—Don v sredini 20. stoletja. Od Volgodonska teče Don proti zahodu do mesta Rostov na Donu, kjer se začne obsežna delta s površino približno 600 km². Vmes se v Don z desne izlije največji pritok, reka Donec. V bližini sotočja znaša povprečni pretok 687 m³/s.

## Zgodovina
Po kurganski hipotezi je bila regija Volga-Don domovina proto-indoevropejcev okoli 4000 pr. n. št.. Reka Don je delovala kot rodovitna zibelka civilizacije, kjer se je neolitska kmečka kultura Bližnjega vzhoda zlila z lovsko-nabiralniško kulturo sibirskih skupin, kar je povzročilo nomadski pastoralizem pro-indoevropejcev. Vzhodnoslovansko pleme Antov je naselilo Don in druga območja Južne in Srednje Rusije. Na območje okoli reke Don je vplivalo Bizantinsko cesarstvo, ker je bila reka pomembna za trgovce iz Bizanca.
Nekateri starogrški geografi so v antiki na reko gledali kot na mejo med Evropo in Azijo . V apokrifni  Knjigi jubilejev je omenjeno, da je del meje, začenši z najbolj vzhodno točko do ustja, med dodelitvijo Noetova sinova, Jafeta na severu in Šema na jugu. V časih starih Skitov je bil v grščini znan kot Tanai (Τάναϊς) in je bil od nekdaj glavna trgovska pot. Tanais se v starih grških virih pojavlja kot ime reke in mesta na njej, ki se nahaja v Maeotskih barjih . Plinij Starejši omenja skitsko ime Tanais kot Silys.
Po Plutarhu je bila reka Don dom tudi legendarnim Amazonkam iz grške mitologije.
Predvideva se, da je bilo območje okoli ustja vir črne smrti.
Medtem ko je bil spodnji Don zelo znan že antičnim geografom, njegov srednji in zgornji tok nista bila natančno preiskana pred postopnim osvajanjem območja s strani Moskovitov v 16. stoletju.
Donski kozaki, ki so rodovitno dolino reke naselili v 16. in 17. stoletju, so bili poimenovani po reki.
Trdnjavo Donkov so v poznem 14. stoletju ustanovili rjazanski knezi. Trdnjava je stala na levem bregu Dona, približno 34 kilometrov od sodobnega mesta Dankov, do leta 1568, ko so ga uničili krimski Tatari, a so ga kmalu obnovili na boljši utrjeni lokaciji. Prikazan je kot Donko v Mercatorjevem Atlasu (1596) . Donkov je bil leta 1618 ponovno preseljen in je na zemljevidu Joana Blaeua iz leta 1645 prikazan kot Donkagorod.
Oba, Blaeu in Mercator, sledita kartografski tradiciji iz 16. stoletja, da Don izvira v velikem jezeru, ki ga je Blaeu označil Resanskoj ozera. Mercator še vedno sledi Giacomu Gastaldu (1551), ko prikazuje vodno pot, ki povezuje to jezero (avtor Gastaldo Ioanis Lago, Mercator Odoium lac. Iwanowo et Jeztoro) z Rjazanom in reko Oko. Mercator prikazuje Mcensk (Msczene) kot veliko mesto na tej vodni poti, saj predlaga sistem kanalov, ki povezujejo Don z rekama Zušo (Schat) in Upa (Uppa), osredotočen na naselje Odoium, o katerem poročajo kot Odoium lacum (Juanow ozero)  na zemljevidu, ki ga je leta 1661 naredil baron Augustin von Mayerberg, vodja veleposlaništva v Moskoviji.
V sodobni literaturi je bilo območje Dona predstavljeno v delu Tihi Don avtorja Mihaela Šolohova, Nobelovega nagrajenca iz stanice Vešenskaja.

## Jezovi in prekopi
Na svoji najbolj vzhodni točki Don teče blizu Volge. Prekop Volga–Don (dolg približno 105 kilometrov), ki povezuje obe reki, je glavna vodna pot. Nivo vode Dona na tem območju dviguje jez Cimljansk, ki tvori rezervoar Cimljansk.
Naslednjih 130 kilometrov pod jezom Cimljansk je zadostna vodna globina v reki Don ohranjena po zaporedju treh kompleksov jezov in zapornic: Nikolajevske zapornice (Николаевский гидроузел), Konstantinovske zapornice (Konstantinovski gidrouzel), najbolj znane izmed treh pa so Kočetovske zapornice (Kočetovski gidrouzel). Slednje, zgrajene v letih 1914–1919 in podvojene v letih 2004–2008, so 7,5 kilometra pod vtokom Severskega Donca v Don in 131 kilometrov gorvodno od Rostova na Donu na lokaciji (47°34′07″N 40°51′10″E / 47.56861°N 40.85278°E). Ta objekt s svojim jezom vzdržuje zadosten vodostaj tako na svojem delu Dona kot na najnižjem delu Severskega Donca. To je trenutno zadnja zapora na Donu; pod zapornico Kočetovski vzdržujejo zadostno globino plovne vodne poti z izkopavanjem.
Da bi izboljšali pogoje ladijskega prometa v spodnjem toku Dona, oblasti za vodne poti podpirajo predloge za izgradnjo enega ali dveh več nizkih jezov z zapornicami v okrožju Bagajevski in morda tudi v okrožju Aksajski.